# Kārlis Hūns
Kārlis Hūns, également connu sous les noms de Karl Jacob Wilhelm Huhn et Karl Theodor Huhn (en russe Карл Фёдорович Гун), né le 13 novembre 1831 dans la paroisse de Madliena, gouvernement de Livonie, mort le 28 janvier 1877 à Davos, en Suisse, est un peintre letton. Son père était instituteur et sculpteur sur bois. De 1854 à 1861 il étudie à l'Académie des Beaux-Arts de Saint-Pétersbourg.
Il fait montre d'un excellent don d'observation qu'il utilise dans des scènes de genre de petites gens, des portraits, des paysages. Il participe aux expositions des Ambulants à partir de 1871 et en 1873 il devient membre de la société. Il fut l'un des fondateurs de l'école lettone.

## Galerie

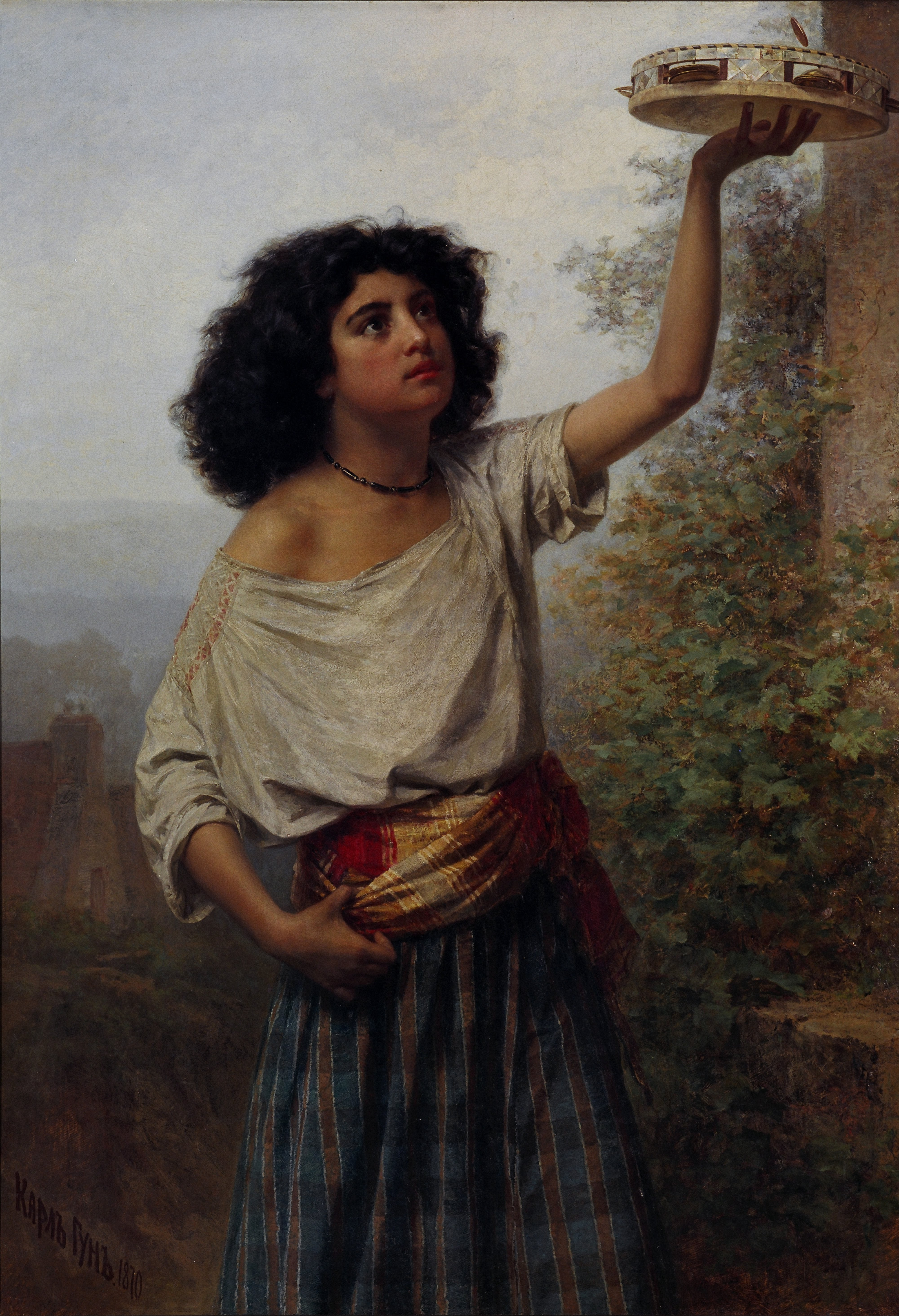
Jeune femme Tzigane au tambourin (1870)
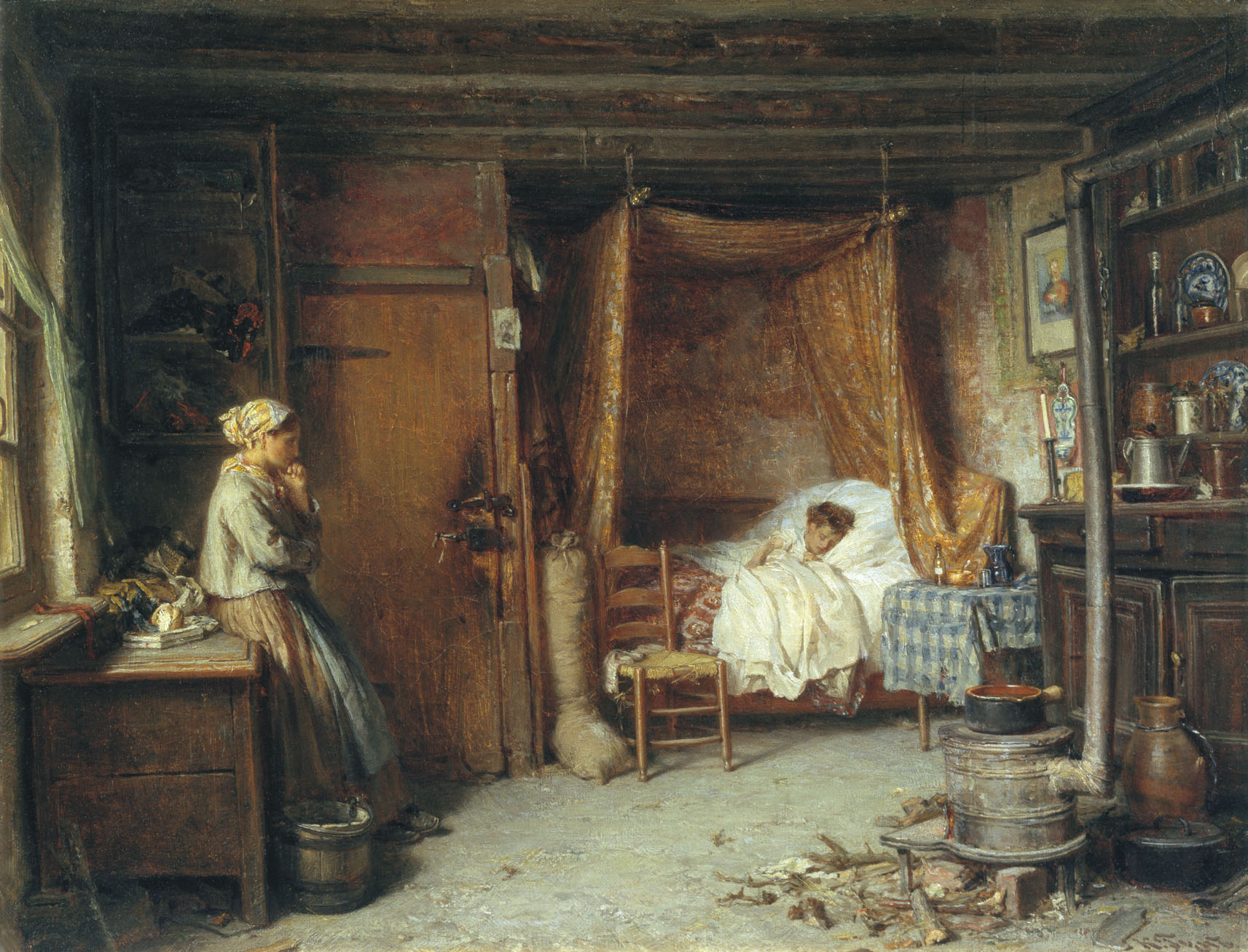
L'Enfant malade (1869)
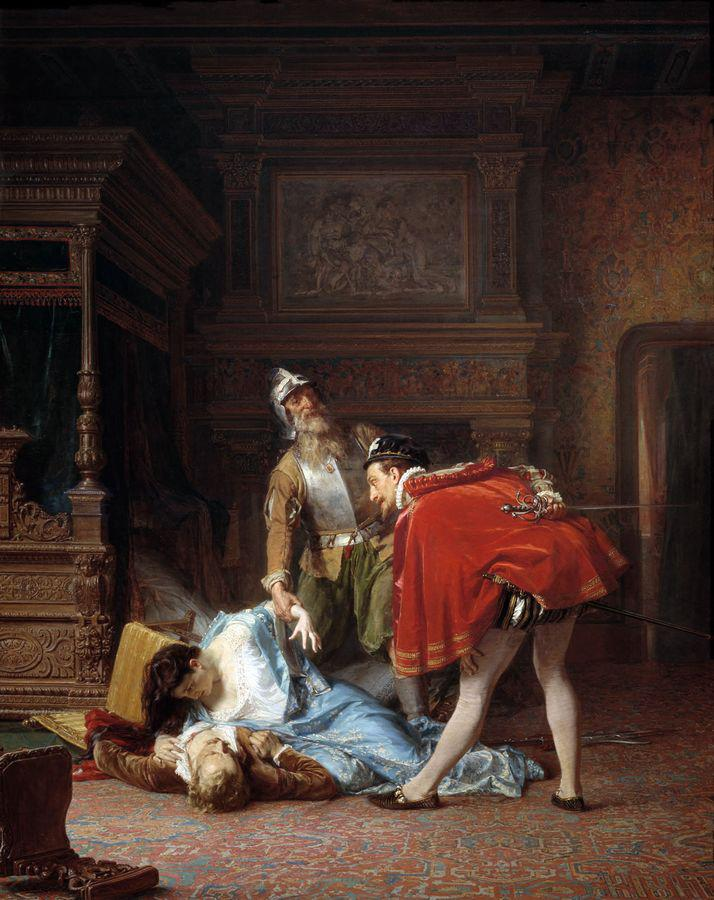
Scène du massacre de la Saint-Barthélemy (1870)
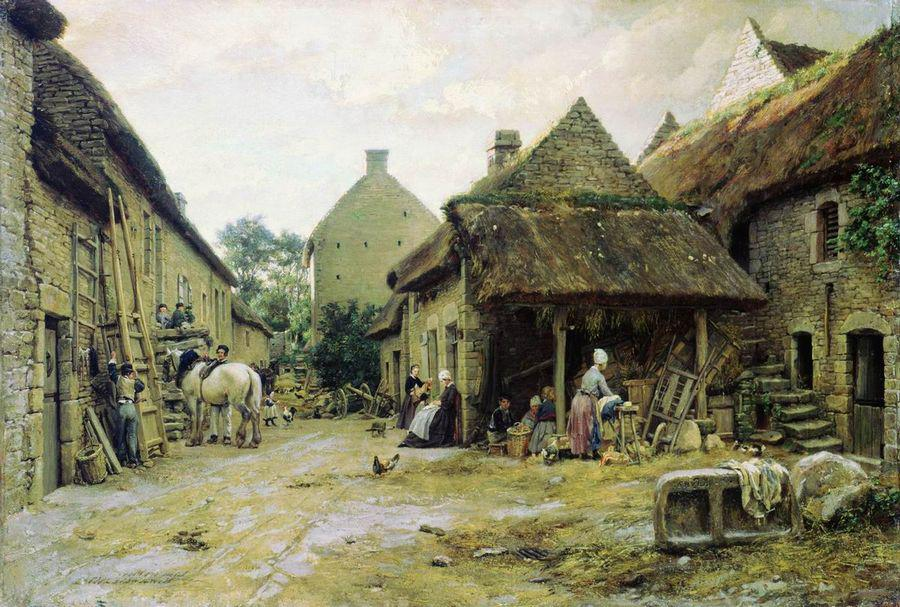
Normandie (1867)
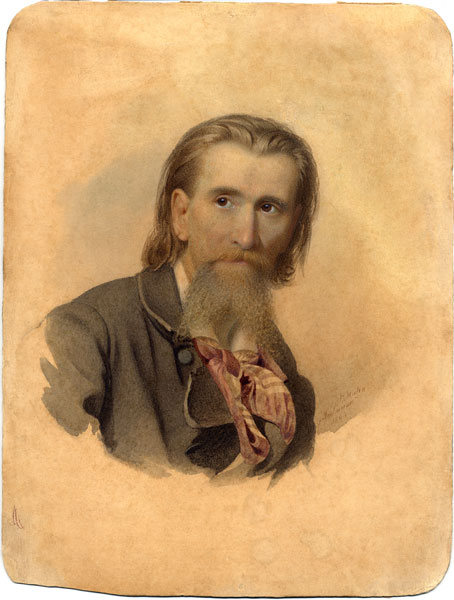
Autoportrait